# ابی فینکن آر
ابی فینکن آر (انگلیسی: Abby Finkenauer؛ زادهٔ ۲۷ دسامبر ۱۹۸۸) سیاست‌مدار اهل ایالات متحده آمریکا است.